# ديفيد هارفي

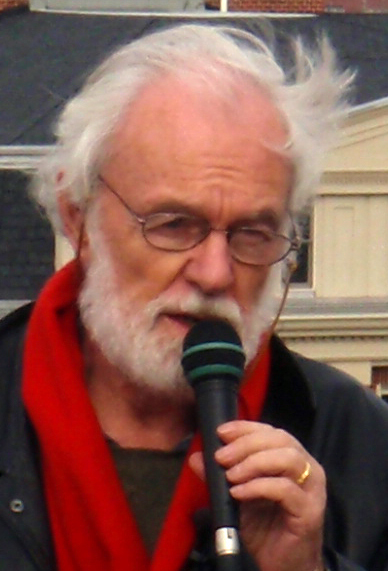
دايفد هارفي

ديفيد هارفي (بالإنجليزية: David Harvey)‏ ولد 1935 هو منظر اجتماعي وجغرافي ماركسي من أصل بريطاني وأستاذ لعلم الإنسان بمركز الدراسات العليا لجامعة مدينة نيويورك وأحد أهم الجغرافيين في العالم.
بجانب كتاباته الجغرافية والأثنروبولوجية يتناول هارفي مواضيع متنوعة كالعدالة الاجتماعية، منطق الرأسمالية داخل إطارة البيئة المبنية، ما بعد الحداثة، وانتقاد الرأسمالية بشكل عام. تكمن أهمية هارفي في نقده للرأسمالية -خاصة في شكلها النيوليبرالي - وفي مركزية المفهوم الماركسي للطبقة الاجتماعية في تناوله.

## الخلفية
درس هارفي في مدرسة غيلينغهام المتوسطة للبنين والتحق بكلية سانت جون في كامبريدج حيث أتم الدراسة الجامعية والدراسات العليا. كانت أعمال هارفي المبكرة، وأولها أطروحة الدكتوراه (حول إنتاج الجنجل في كينت في القرن التاسع عشر)، ذات طبيعة تاريخية، نابعة من أسلوب الاستقصاء التاريخي الإقليمي المُتبع على نطاق واسع في كامبريدج وبريطانيا آنذاك. واصل هارفي اتباع هذا الأسلوب الاستقصائي التاريخي في أعماله اللاحقة (مثل عمله الذي حمل عنوان: حول باريس).
استقر هارفي في نيويورك. له ابنة واحدة ولدت في يناير 1990 وتدعى دِلفينا.

## حياته وأعماله
بحلول منتصف الستينيات، كان هارفي يتبع الاتجاهات السائدة في العلوم الاجتماعية لتوظيف الطرق الكمية، وبذلك ساهم في العلوم المكانية والنظرية الوضعية. كانت جذور هذه الأعمال جليّة خلال فترة دراسته في جامعة كامبريدج: ضم قسم الجغرافيا حينها ريتشارد تشورلي وبيتر هاغيت. كان كتابه التفسير في الجغرافيا (1969) علامة فارقة في منهجية الجغرافيا وفلسفتها، إذ طبق مبادئ مأخوذة من فلسفة العلوم بشكل عام في مجال المعرفة الجغرافية. ولكن بعد نشره، مضى هارفي قدمًا، وتوجه اهتمامه نحو قضايا الظلم الاجتماعي وطبيعة النظام الرأسمالي. لم يتبنّ هارفي بعد ذلك حجج كتابه التفسير، لكنه وافق النقاد بشأن الفضاء المطلق والاستثنائية في جغرافيّة التقليد الإقليمي التاريخي الذي اعتبره نتيجة للمعرفة الكانتية التركيبية بالبداهة.

### نمو الجغرافيا الماركسية في سبعينيات القرن الماضي والجغرافيا الحضرية
بعد انتقاله من جامعة بريستول إلى جامعة جونز هوبكنز في بالتيمور بالولايات المتحدة، انضم هارفي نفسه إلى مجال الجغرافيا الراديكالية والماركسية حديث النشأة. كانت العنصرية والظلم والاستغلال جوانب بادية في بالتيمور، وكان النشاط حول هذه القضايا ملموسًا في أوائل سبعينيات القرن الماضي في الساحل الشرقي، ربما على نحو أكبر مقارنةً ببريطانيا. أُسست مجلة أنتيبود في جامعة كلارك; كان هارفي أحد أول المساهمين فيها. كانت اجتماعات رابطة الجغرافيين الأمريكيين في بوسطن في 1971 علامة فارقة، إذ صدّع هارفي وآخرون النهج التقليدي لأقرانهم. في عام 1972، في مقال مشهور عن تشكّل الغيتوات، دعا هارفي إلى إنشاء «النظرية الثورية»، وهي نظرية «وثقتها التجربة الثورية».

#### العدالة الاجتماعية والمدينة(1973)
كانت الجغرافيا الحضرية من أهم المجالات الفرعية التي تأثرت بظهور الجغرافيا الماركسية. نصّب هارفي نفسه زعيمًا لهذا المجال الفرعي من خلال كتابه العدالة الاجتماعية والمدينة (1973). جادل هارفي في أن الجغرافيا لا يمكن أن تظل «موضوعية» في مواجهة الفقر الحضري والعلل المرافقة له. يقدم الكتاب مساهمة كبيرة للنظرية الماركسية بالقول إن الرأسمالية تبيد المساحات لضمان تكاثرها.

### قراءة كتاب ماركسرأس المال
الجانبان الراسخان في حياة هارفي وأعماله، تدريسه لكتاب ماركس رأس المال، ودعمه للنشاط الطلابي والحركات المجتمعية والعمالية (خاصة في بالتيمور). أُتيحت سلسة محاضرات هارفي حول رأس المال على موقع يوتيوب، وحظيت بشعبية كبيرة وأسفرت عن كتابين مصاحبين لمجلدي كتاب ماركس.